# تشارلز كافنديش
اللورد تشارلز كافنديش (بالإنجليزية: Lord Charles Cavendish)‏ (17 مارس 1704 ـ 28 أبريل 1783) نبيل وسياسي وعالم بريطاني، هو الابن الأصغر للورد ويليام كافنديش دوق ديفونشاير الثاني. كان عضوًا بمجلس العموم عند دائرة هيتسبيري من سنة 1725 إلى سنة 1741.
في سنة 1757، حصل كافنديش على وسام كوبلي من الجمعية الملكية (التي كان نائبًا لرئيسها)، وكان ذلك لابتكاره مقياس حرارة.
كان ابنه الأكبر هنري كافنديش من الفيزيائيين والكيميائيين المعدودين في زمانهم.